# 克韋西里山 (馬爾卡帕塔區)
13°39′30″S 71°03′41″W / 13.65833°S 71.06139°W
克韋西里山（Quehuesiri），是秘魯的山峰，位於該國東南部庫斯科大區，由基斯皮坎奇省的馬爾卡帕塔區負責管轄，屬於韋爾卡努塔山脈的一部分，海拔高度5,300米。